# Sōta Hirayama

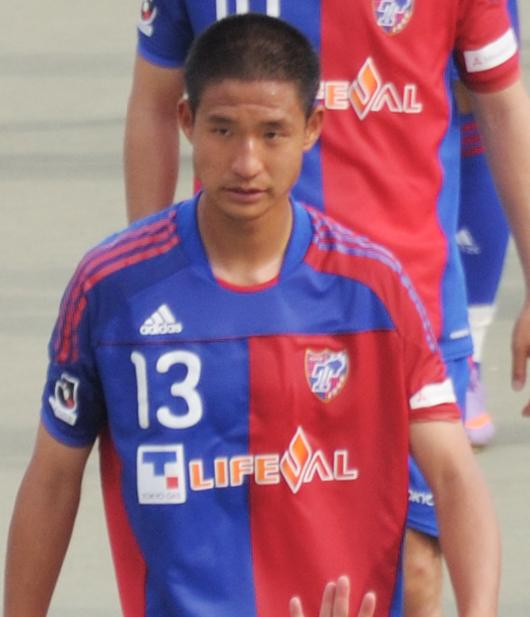
Sōta Hirayama en 2010 avec le FC Tokyo

Sōta Hirayama (平山 相太, Hirayama Sōta) est un footballeur international japonais né le 6 juin 1985 à Kitakyūshū dans la préfecture de Fukuoka au Japon.

## Statistiques

### Buts internationaux
| 0   | Date           | Lieu                                           | Compétition                     | Résultat | Adversaire | Détail | Détail         | Détail | Sél. |
| --- | -------------- | ---------------------------------------------- | ------------------------------- | -------- | ---------- | ------ | -------------- | ------ | ---- |
| 1er | 6 janvier 2010 | Stade Ali Mohsen Al-Muraisi (en), Sanaa, Yémen | Éliminatoires Coupe d'Asie 2011 | V 2-3    | Yémen      | 42e    | de la tête     | 2-1    | 1re  |
| 2e  | 6 janvier 2010 | Stade Ali Mohsen Al-Muraisi (en), Sanaa, Yémen | Éliminatoires Coupe d'Asie 2011 | V 2-3    | Yémen      | 55e    | du pied gauche | 2-2    | 1re  |
| 3e  | 6 janvier 2010 | Stade Ali Mohsen Al-Muraisi (en), Sanaa, Yémen | Éliminatoires Coupe d'Asie 2011 | V 2-3    | Yémen      | 79e    | du pied gauche | 2-3    | 1re  |